# Баркгаузен, Генрих
Ге́нрих Гео́рг Баркга́узен (нем. Heinrich Georg Barkhausen; 2 декабря 1881[…], Бремен — 20 февраля 1956[…], Дрезден) — немецкий учёный в области электронной физики и электротехники. Член Саксонской и Германской (с 1949) АН.

## Биография
Первая работа Баркгаузена, опубликованная в 1907 году, касалась теории дугового генератора колебаний высокой частоты.
С 1911 года профессор Высшей технической школы в Дрездене.
В 1917—1918 годах Баркгаузен, независимо от других исследователей, создал теорию лампового генератора.
Открыл соотношение, связывающее основные параметры электронной лампы — формулу Баркгаузена.
В 1919 году открыл явление скачкообразности в ферромагнетизме, которое получило название эффект Баркгаузена.
Позже совместно с Карлом Курцем создал генератор электромагнитных волн дециметрового диапазона, который был единственным подобным генератором до изобретения клистрона.
В 1928 году награждён медалью Генриха Герца, в 1949 году получил национальную премию ГДР.